# Championnat d'Angleterre de football 1897-1898
Navigation
Édition précédente Édition suivante
La 10e édition du championnat d'Angleterre de football est remportée par Sheffield United, club dont c’est la toute première victoire en championnat. 
Le système de promotion/relégation concerne cette année quatre équipes. Les deux équipes classées aux deux dernières places de la première division doivent rencontrer en match de barrage les deux équipes classées aux deux premières places de la deuxième division. Les quatre équipes disputent un mini championnat. La poule de barrage est entachée d’un scandale : le match arrangé entre Stoke et Burnley. Un match nul suffisait aux deux formations pour assurer leur maintien parmi l'élite : ce fut un match nul sans but et sans la moindre occasion de but. La promotion dite automatique, c’est-à-dire sans barrages, est introduite la saison suivante.
Ce scandale a une deuxième conséquence : aucune équipe n’est reléguée. Le championnat 1898-1999 passe à 18 équipes. Aucune équipe n’est donc reléguée et les deux équipes arrivée aux deux premières places de la deuxième division sont promues en D1.

## Les clubs de l'édition 1897-1898
| Club                                  | Ville          |
| ------------------------------------- | -------------- |
| Aston Villa Football Club             | Birmingham     |
| Blackburn Rovers Football Club        | Blackburn      |
| Bolton Wanderers Football Club        | Bolton         |
| Bury Football Club                    | Bury           |
| Derby County Football Club            | Derby          |
| Everton Football Club                 | Liverpool      |
| Liverpool Football Club               | Liverpool      |
| Notts County Football Club            | Nottingham     |
| Nottingham Forest Football Club       | Nottingham     |
| Preston North End Football Club       | Preston        |
| Sheffield United Football Club        | Sheffield      |
| Stoke Football Club                   | Stoke-on-Trent |
| Sunderland Association Football Club  | Sunderland     |
| The Wednesday                         | Sheffield      |
| West Bromwich Albion Football Club    | West Bromwich  |
| Wolverhampton Wanderers Football Club | Wolverhampton  |

## Classement
| Rang | Équipe                  | Pts | J  | G  | N  | P  | Bp | Bc | Diff |
| ---- | ----------------------- | --- | -- | -- | -- | -- | -- | -- | ---- |
| 1    | Sheffield United        | 42  | 30 | 17 | 8  | 5  | 56 | 31 | +25  |
| 2    | Sunderland              | 37  | 30 | 16 | 5  | 9  | 57 | 41 | +16  |
| 3    | Wolverhampton Wanderers | 35  | 30 | 14 | 7  | 9  | 57 | 41 | +16  |
| 4    | Everton                 | 35  | 30 | 13 | 9  | 8  | 48 | 39 | +9   |
| 5    | The Wednesday           | 33  | 30 | 15 | 3  | 12 | 51 | 42 | +9   |
| 6    | Aston Villa             | 33  | 30 | 14 | 5  | 11 | 61 | 51 | +10  |
| 7    | West Bromwich Albion    | 32  | 30 | 11 | 10 | 9  | 44 | 45 | -1   |
| 8    | Nottingham Forest       | 31  | 30 | 11 | 9  | 10 | 47 | 49 | -2   |
| 9    | Liverpool               | 28  | 30 | 11 | 6  | 13 | 48 | 45 | +3   |
| 10   | Derby County            | 26  | 30 | 11 | 6  | 13 | 57 | 61 | -4   |
| 11   | Bolton Wanderers        | 24  | 30 | 11 | 4  | 15 | 28 | 41 | -13  |
| 12   | Preston North End       | 26  | 30 | 8  | 8  | 14 | 35 | 43 | -8   |
| 13   | Notts County            | 24  | 30 | 8  | 8  | 14 | 36 | 46 | -10  |
| 14   | Bury                    | 24  | 30 | 8  | 8  | 14 | 39 | 51 | -12  |
| 15   | Blackburn Rovers        | 24  | 30 | 7  | 10 | 13 | 39 | 54 | -15  |
| 16   | Stoke                   | 24  | 30 | 8  | 8  | 14 | 35 | 55 | -20  |

1. 1 2  Conserve sa place en première division après les matchs de barrage

|  | Champion d'Angleterre |
|  | Relégation            |

### Meilleur buteur
- George « Fred » Wheldon, Aston Villa, 21 buts

## Bilan de la saison
| Tableau d'Honneur                    |                   |
| Compétition                          | Vainqueur         |
| Championnat d'Angleterre de football | Sheffield United  |
| Coupe d'Angleterre de football       | Nottingham Forest |

| Promotions et relégations |                          |
| Promus                    | Burnley Newcastle United |
| Relégués                  | Aucun                    |

## Sources
- Classement sur rsssf.com